# 克孜尔河
克孜尔河（維吾爾語：قىزىل دەريا‎，拉丁维文：Qizil derya，羅馬化：Kyzyl darıya，旧称克孜勒达里雅），或译称克孜勒河、黑孜尔河、黑孜河，《西域图志》中称其为“赫色勒郭勒”，渭干河第三大支流，由米斯布拉克河等五条支流汇合而成，新疆拜城县境内河流。“克孜勒河”在维吾尔语中意为“红河”，因其上游有红色页岩，汛期水呈红色。
该河起源于南天山帖尔斯克山段南坡克孜勒盆地（旧称黑英山盆地），河源由众多支流组成，由西向东有琼果勒、博孜克日格、卡牙艾得、托格拉拜勒克日等河名，汇流后称克孜勒河。源于天山南麓的阿勒吞阔什河、博孜克日格河、琼果勒河等水系汇集于黑英山乡政府驻地东南部的阿克塔什凹地南流，形成克孜尔河上游。
克孜勒河是渭干河上游五条支流之一，也是五条中的最后一条，渭干河上游干流木扎提河与克孜勒河汇流后称渭干河。不同于木扎提河的径流补给主要为冰川融水，克孜勒河的河源海拔在5000米以下，冰川融水径流仅占年径流量的11%，径流补给以季节雪和降雨为主。黑孜河汇入口处兴建有克孜尔水库（或称黑孜水库），黑孜河是克孜尔水库的主要入库河流之一。

## 参見
- 克孜勒苏河